# Kerry Livgren
Kerry Livgren (Topeka, 18 de septiembre de 1949) es un músico y cantautor estadounidense, más conocido por ser uno de los miembros fundadores y principales compositores de la década de 1970 con la banda de rock progresivo Kansas. Asimismo, es el escritor original de «Dust in the Wind», una de las canciones más destacadas de los años 1970.

## Biografía

### Primeros años
Livgren se interesó en la música desde una edad temprana, sus primeros intereses musicales desarrollados fueron influenciados por la música clásica y el jazz.
Cuando Livgren tenía nueve años, sus dos abuelas y un buen amigo de la familia murieron en la misma semana. Esto lo hizo experimentar un fuerte impacto, lloró y le hizo confrontarse con el hecho de la muerte. Eventualmente, el joven empezó a preguntarse el significado de la vida, así como qué es lo que le había pasado a su abuela al morir, y qué es lo que le iba a pasar a él cuando muriera.
En su juventud, formó parte de una agrupación pequeña con la que buscaba divertirse, y conquistar a las chicas.  Su odisea musical comenzó con una guitarra eléctrica que se construyó utilizando una barata guitarra stella, un amplificador Sears, y un micrófono Astatic de baja calidad.
Livgren formó su primera banda, "The Gimlets", con varios amigos en la escuela preparatoria, entre ellos el primer miembro futuro de Kansas, Dan Wright. Pronto se encontraron ocupados después de la escuela y los fines de semana en Kansas y vecinos en Misuri, donde tocaban sus originales composiciones, que eran una mezcla de pop y rock psicodélico. Junto con el aprendizaje de la guitarra, el joven también se centró en aprender a escribir canciones por su deseo de expresión creativa y originalidad. En esos años, él y los miembros de la banda solían leer a filósofos como Immanuel Kant y Friedrich Nietzsche, con lo cual, Kerry se familiarizó con la doctrina nihilista y ateísta. Después de graduarse de la Topeka West High School en 1967, Livgren continuó actuando con The Gimlets a través de la Universidad antes de unirse la banda de blues Mellotones, en la cual conoció al teclista Don Montre en 1969. Kerry considera que en ese momento surgían dos cosas que buscaba en su vida, que considera en cierta medida diametralmente opuestas: por un lado, quería convertirse en una estrella de rock, y por otro, esperaba entender el significado de la vida.
Livgren fue miembro de numerosas bandas a finales de los años 1960 y principios de los años 1970, y pronto desarrolló una reputación de compositor de complejas y poéticas letras que exploraban temas espirituales. Finalmente y poco a poco su sueño de convertirse en rock star se iba abriendo paso.
En 1970, Livgren y Ehart decidieron formar un nuevo grupo que combinara a los mejores miembros de Saratoga y la banda de Phil White Clover (que incluía a Steve Walsh, Rich Williams, Esperanza y Glixman Jeff). Mientras Livgren y Ehart estaban discutiendo cómo llamar a la nueva banda, Dave Hope entró en la conversación y sugirió que se llamaran "Kansas". Esta versión de Kansas (en adelante, "Kansas I" por fanes) era conocida por sus complejos arreglos musicales y la originalidad, pero esta formación duró solo un año.
En 1971, Ehart y Hope dejaron el grupo, y Livgren re-elaboró la banda y continuó bajo el nombre de Kansas. (Este grupo más tarde llegó a ser conocido por los fanes como Kansas II y es la alineación que décadas más tarde formaría la banda Proto-Kaw). Kansas II continuó realizando trabajos originales en los Livgren que fusionaba el rock experimental con el psicodélico y el jazz. Durante este tiempo, Kansas II grabó un casete demo que fue lanzado comercialmente 30 años más tarde. Kansas II ganó el seguimiento de fanes, y el público integrado en la banda ayudó a asegurarles conciertos. Sin embargo, los problemas financieros plagaron la banda, y después de que un contrato discográfico con el sello de Jefferson Airplane no llegó a materializarse y un viejo autobús escolar se descompuso mientras la banda estaba de gira por la carretera, la banda se disolvió en 1973.
Poco después, Livgren fue invitado por Ehart a unirse a la banda White Clover, que también incluía vocalista Walsh, el violinista Robby Steinhardt, a Dave Hope como bajista y guitarrista y a Ehart Williams en la batería. Antes de que Livgren se uniera a la banda, White Clover había enviado un demo de cinco canciones, que le interesaba a Don Kirshner para su nuevo sello discográfico. Como parte de los esfuerzos para firmar con Kirshner, los músicos pronto cambiaron el nombre a Kansas, convirtiéndose en la tercera banda Kansas, y finalmente, la más conocida de la línea que utilizó ese nombre.

### Éxito comercial con Kansas (1974-1977)
Después de que tres discos en dos años no les dieron un solo hit, Kansas estaba bajo presión de Kirshner y CBS para escribir un hit. Livgren y la banda se dio cuenta de que era su última oportunidad. Walsh estaba bloqueado mentalmente para componer más canciones, así que Livgren escribió o coescribió todas las canciones para el cuarto álbum del grupo, Leftoverture. En el último día de ensayo para el nuevo álbum, Livgren llevó a la banda una canción más, que solo ensayaron una vez antes de ir al estudio. La canción, "Carry On Wayward Son", se convirtió en el primer éxito de Kansas, alcanzando el puesto # 11 del momento. Al igual que muchas de sus canciones posteriores, la canción reflejaba el sentimiento de una búsqueda continua con la esperanza de encontrar respuestas eventualmente.
Siguiendo del éxito de Leftoverture, Livgren escribió la canción "Dust in the Wind" (1977) para el álbum Point of Known Return. Al igual que "Carry On Wayward Son", "Dust in the Wind" fue introducida al álbum en el último minuto. Livgren dijo que la canción era un calentamiento de guitarra acústica, y que un día en su casa, cuando su esposa estaba lavando la ropa, ella le dijo que la debería poner en el álbum. Ya que todavía había tiempo para completarlo, Livgren presentó la canción a la banda y esta fue incluida. Este tema se convirtió en la canción más famosa de la banda, y en su momento llegó a alcanzar el puesto #6 en las listas de popularidad.

### Conversión al Cristianismo
Livgren consideraba que muchas de las cosas que había experimentado como roquero (el éxito, el dinero, la fama, las mujeres, etc.) estaban siendo completamente destructivas a su vida.

Eso creó una crisis en la que mis otros objetivos de pronto emergieron en primer plano, y eso se reflejó en mi música. Algunos de los chicos de la banda trataron de llenar ese vacío con drogas, o, ya sabes, fiestas, diversión o lo que sea, pero a mí me llevó más al fondo de mi búsqueda [...] todo tipo de libro religioso que te puedas imaginar, fui a través de todas las principales religiones del mundo, todas las menores... estaba en religiones de las que nunca nadie ha oído hablar, y en la última en la que estuve fue en una llamada Urantia

A principios de 1979, Livgren se creyó en la religión Urantia, basada en el Libro de Urantia, una serie de artículos que giraban en torno a la vida de Jesús, y que pretendían ser una revelación escrita por seres sobrenaturales. Su influencia se dejó sentir en las letras del álbum Monolith de Kansas, de 1979. No obstante, Kerry era escéptico hacia el cristianismo y no quería hacerse cristiano, puesto que no le gustaba lo que había visto de los telepredicadores. Posteriormente, mientras el músico estaba de gira con la banda para difundir la música del álbum Monolith, Livgren conoció a Jeff Pollard, el líder de la banda Louisiana's Le Roux, la cual abría los conciertos de Kansas en el tour. Kerry se percató de que el joven era cristiano y estaba interesado en las cosas espirituales, así que pensó en ir a la parte posterior del autobús a platicar con Pollard. En seguida, ambos comenzaron a tener un "debate teológico" sobre cuál había sido el registro exacto de la vida de Jesucristo. Cuando Jeff le mencionó citas bíblicas a Kerry, este último dice haber sentido que una de ellas le llegó al corazón, no obstante, Livgren estaba molesto. Finalmente, Jeff le dio una Biblia y un pequeño libro llamado "Deliberation of Planet Earth", los cuales Livgren apiló junto a sus demás libros. Kerry los dejó allí por dos semanas hasta que una madrugada, después de un concierto en Indianápolis, tomó el librito y lo escaneó con la mirada, hasta que llegó a una parte en la que explicaba que el significado de la resurrección de Jesús era que él está vivo. Esto impactó a Kerry, y aunque no quería ser cristiano, él dice que se arrodilló e hizo una oración a Dios en la que le dijo: "Me rindo, si esto es verdad, no me importa si no me gusta, quiero la verdad". Finalmente, dice que después de ello, se sintió una persona cambiada y totalmente diferente, lo que finalmente estableció su conversión al cristianismo.
A la par, hubo otros miembros de Kansas que también se convirtieron al cristianismo: el guitarrista y bajista Dave Hope (después de una etapa de drogadicción), y el músico John Elefante.

### Seeds Of Change (1980)
En 1980, Livgren lanzó su primer álbum en solitario, Seeds of Change. El álbum contó con la colaboración de varios miembros de Kansas, incluyendo a Ambrosia, David Pack y al cantante de heavy metal Ronnie James Dio, quien cantó en las canciones "To Live For The King" y "Mask Of The Great Deceiver". La colaboración de Ronnie James Dio, quien era cantante de Rainbow de Ritchie Blackmore y Black Sabbath, más tarde resultó un tanto polémica entre los fanes cristianos de Livgren, ya que percibían a Black Sabbath y a Dio como satanistas. Dio dijo en una entrevista que él no consideraba que el álbum fuera cristiano y que había participado por petición de Livgren. Después de que Dio dejó Black Sabbath en 1983, en una entrevista el verano de 1983 con la revista Hit Parader, dijo que había considerado trabajar con Livgren de nuevo.
Livgren grabó tres álbumes más con Kansas después de su disco como solista, sin embargo, la tensión crecía cada vez más entre los miembros de la banda debido a que la perspectiva cristiana de Livgren, cada vez destacaba más en las letras de las canciones, además de que Livgren estaba cada vez más insatisfecho con la dirección musical de la banda. Como resultado, Steinhart dejó la banda, y Livgren le siguió en 1983.

### 1983- 2000
Posteriormente, Kerry y Dave Hope fundaron la banda de rock cristiano "AD" en 1983.
En 1989, Livgren lanzó su primer álbum completamente instrumental: "One of Several Possible Musiks"   Él mismo tocó todos los instrumentos en el álbum, combinando toques de jazz, música orquestal, y rock. Con dicho álbum, se ganó su primer Dove Award, como el Álbum Instrumental del Año.
Livgren continuó apareciendo ocasionalmente en varios de los tours de Kansas en la década de 1990 y contribuyó con canciones nuevas para el álbum The Kansas Boxed Set en 1994 ("Wheels") y Freaks of Nature en 1995 ("Cold Grey Morning").
En el año 2000, los miembros originales y actuales de Kansas se reunieron en el estudio Livgren para grabar un nuevo álbum escrito enteramente por Livgren, titulado Somewhere to Elsewhere. Aunque el álbum recibió comentarios muy favorables, las ventas no fueron comparables a los éxitos del pasado de Kansas.

### Otros proyectos
Livgren ha reanudado sus producciones musicales con uno sus trabajos más extensos hasta la fecha, titulado: "Cantata: The Resurrection of Lazarus" (Cantata: La resurrección de Lázaro), el cual es una composición épica, orquestal y vocal basada en la historia bíblica narrada en el Evangelio de San Juan, capítulo 11. Aunque se dice que ha estado en desarrollo durante más de 20 años y cuenta con un elenco de gran tamaño, aún continúa en proceso de producción. Muchos talentos vocales están siendo considerados para los papeles.
Actualmente, Livgren también enseña en una clase de escuela dominical para adultos en la iglesia Topeka Bible Church, y ha publicado un estudio teológico en su sitio Web que trata de la divinidad de Jesucristo.